# Nelson Bonilla
Nelson Wilfredo Bonilla Sánchez (San Salvador, 11 de septiembre de 1990) es un futbolista salvadoreño que se desempeña como delantero. Actualmente se encuentra jugando en el Terengganu F.C. de Malasia.
Comenzó su carrera en 2011 con el Alianza Fútbol Club de su país, donde jugó seis temporadas hasta ser traspasado al FC Viitorul Constanța de Rumania. En 2015 fue fichado por el club Zira FK de la Azerbaiyán. En el conjunto celeste se consolidó como el máximo goleador con 14 goles en su primera temporada con el equipo, y en hizo del subcampeonato de la Liga Premier de Azerbaiyán. A mediados de 2016 se anuncia su fichaje por el Clube Desportivo Nacional de la Primeira Liga de Portugal.

## Trayectoria

### Alianza F.C.
El futbolista fue convocado por el entrenador Miguel Soriano para el compromiso de la jornada 15 del Torneo Apertura 2009. El juego se desarrolló el 11 de noviembre donde su equipo enfrentó al Alacranes del Norte en el Estadio Cuscatlán. Bonilla tuvo su debut como profesional, después de ingresar de cambio al minuto 65 , además debutó con un gol en la jornada 2 del apertura 2012 al minuto 51'. El marcador terminó en victoria con cifras de 2-0. Posteriormente sería tomado en cuenta en las alineaciones del entrenador.

### FC Viitorul Constanța
El delantero sumó su primer equipo internacional tras fichar, en julio de 2014 con el FC Viitorul Constanța, de la Liga I de Rumania, llegando a un acuerdo de una temporada. El 1 de agosto de 2014, Bonilla debutó oficialmente con el club en la jornada dos del campeonato rumano entrando de sustitución a los 85 minutos en la derrota de su equipo ante el Rapid Bucarest. Él consiguió su primer gol para el club en la jornada 10, anotando el único gol de su equipo en la victoria contra el FC Astra 1-0. Bonilla consiguió su primer doblete en el fútbol europeo en el próximo encuentro ante el Suporter Club Oțelul Galați. Durante toda de la temporada fue un referente importante para el club, y siendo titular en casi todos los partidos. A mediados de 2015 es puesto transferible por el técnico Gheorghe Hagi, esto por aspectos extra deportivos con el jugador, llegando a un acuerdo con el club de residir su contrato de un año que había renovado a finales de mayo. Terminando la temporada como el mejor goleador del equipo con un monto de 7 goles y 24 partidos disputados. A mediados de 2015 el Petrolul Ploiești, indicó su interés por Bonilla para sumarlo a sus filas para la temporada 2015-2016 pero no llegaron a un acuerdo.

### Zira FK
El 31 de agosto de 2015 se confirmó que Bonilla, como agente libre, firmó un contrato de dos años con el club de fútbol de Azerbaiyán Zira FK de la Liga Premier de Azerbaiyán. Recibió la camiseta con el número 9. Su encuentro de debut se llevó a cabo el 13 de septiembre, contra el Sumqayit FK en la jornada cuatro del campeonato. En esa ocasión, Nelson entró de titular y siendo sustituido por Rihairo Meulens al minuto 68', y el marcador culminó en igualdad de 0-0. El 3 de octubre, consiguió su primer gol en el club ante el Neftchi Baku PFK, el resultado fue de victoria 2-0. Bonilla acumuló 2,404 minutos en una temporada con el zira. En total tuvo 29 apariciones y anotó 14 goles, siendo el goleador del club y el segundo máximo goleador de la liga, marcando 8 dobletes y un hat trick este ante el Rəvan el 10 de abril de 2016, mientras que su conjunto terminó segundo en el campeonato con 62 puntos a 22 del líder y campeón Qarabağ con 82 puntos.

### Clube Desportivo Nacional
El 20 de mayo de 2016 se hace oficial su fichaje por el Clube Desportivo Nacional de Portugal, con un contrato de 3 temporadas por € 100 mil de euros. Debutó oficialmente con el club de  ||Madeira||  el 21 de agosto, en el Estádio Municipal de Arouca contra el F.C. Arouca. En esa ocasión, Bonilla entró de cambio por el venezolano Jhonder Cádiz al minuto 31', y el marcador culminó en derrota por 2-0. Anotó su primer gol con el nacional en la jornada cuatro el 10 de septiembre, contra el Os Belenenses a los 7 minutos en la derrota de su equipo por 2-1.

## Clubes
Actualizado al último partido jugado el 5 de abril de 2025.
| Alianza Fútbol Club · El Salvador           | 1.ª                 |                     |     |     |    |   |   |   |     |     |
| Alianza Fútbol Club · El Salvador           | 1.ª                 | 2011-12             | 29  | 7   | -  | - | - | - | 29  | 7   |
| Alianza Fútbol Club · El Salvador           | 1.ª                 | 2012-13             | 25  | 9   | -  | - | - | - | 25  | 9   |
| Alianza Fútbol Club · El Salvador           | 1.ª                 | 2013-14             | 23  | 4   | -  | - | - | - | 23  | 4   |
| Alianza Fútbol Club · El Salvador           | Total               | Total               | 77  | 20  | 0  | 0 | 0 | 0 | 77  | 20  |
| FC Viitorul Constanța · Rumania             | 1.ª                 | 2014-15             | 25  | 7   | -  | - | - | - | 25  | 7   |
| FC Viitorul Constanța · Rumania             | Total               | Total               | 25  | 7   | 0  | 0 | 0 | 0 | 25  | 7   |
| Zira FK Azerbaiyán                          | 1.ª                 | 2015-16             | 29  | 14  | 2  | 3 | - | - | 31  | 17  |
| Zira FK Azerbaiyán                          | Total               | Total               | 29  | 14  | 2  | 3 | 0 | 0 | 31  | 17  |
| Clube Desportivo Nacional Portugal          | 1.ª                 | 2016                | 14  | 2   | 2  | 0 | - | - | 16  | 2   |
| Clube Desportivo Nacional Portugal          | Total               | Total               | 14  | 2   | 2  | 0 | 0 | 0 | 16  | 2   |
| Gaziantep BB Turquía                        | 2.ª                 | 2017                | 3   | 0   | -  | - | - | - | 3   | 0   |
| Gaziantep BB Turquía                        | Total               | Total               | 3   | 0   | 0  | 0 | 0 | 0 | 3   | 0   |
| União Desportiva Oliveirense Portugal       | 2.ª                 | 2017                | 6   | 2   | -  | - | - | - | 6   | 2   |
| União Desportiva Oliveirense Portugal       | Total               | Total               | 6   | 2   | 0  | 0 | 0 | 0 | 6   | 2   |
| Sukhothai Football Club Tailandia           | 1.ª                 | 2018                | 32  | 25  | -  | - | - | - | 32  | 25  |
| Sukhothai Football Club Tailandia           | Total               | Total               | 32  | 25  | 0  | 0 | 0 | 0 | 32  | 25  |
| Bangkok United Football Club Tailandia      | 1.ª                 | 2019                | 20  | 16  | -  | - | 1 | 0 | 21  | 16  |
| Bangkok United Football Club Tailandia      | Total               | Total               | 20  | 16  | 0  | 0 | 1 | 0 | 21  | 16  |
| Port Football Club Tailandia                | 1.ª                 | 2020-21             | 20  | 6   | 1  | 0 | - | - | 21  | 6   |
| Port Football Club Tailandia                | 1.ª                 | 2021-22             | 21  | 6   | 1  | 1 | 1 | 0 | 23  | 7   |
| Port Football Club Tailandia                | Total               | Total               | 41  | 12  | 2  | 1 | 1 | 0 | 44  | 13  |
| Alianza Fútbol Club · El Salvador           | 1.ª                 | 2022                | 7   | 2   | -  | - | - | - | 7   | 2   |
| Alianza Fútbol Club · El Salvador           | Total               | Total               | 7   | 2   | 0  | 0 | 0 | 0 | 7   | 2   |
| Chiangrai United Football Club Tailandia    | 1.ª                 | 2023                | 12  | 4   | 2  | 0 | - | - | 14  | 4   |
| Chiangrai United Football Club Tailandia    | Total               | Total               | 12  | 4   | 2  | 0 | 0 | 0 | 14  | 4   |
| Sukhothai Football Club Tailandia           | 1.ª                 | 2023-24             | 25  | 8   | 3  | 4 | - | - | 28  | 12  |
| Sukhothai Football Club Tailandia           | Total               | Total               | 25  | 8   | 3  | 4 | 0 | 0 | 28  | 12  |
| Terengganu Football Club Malasia            | 1.ª                 | 2024-25             | 13  | 3   | -  | - | - | - | 13  | 3   |
| Terengganu Football Club Malasia            | Total               | Total               | 13  | 3   | 0  | 0 | 0 | 0 | 13  | 3   |
| Club Deportivo FAS · El Salvador            | 1.ª                 | 2025-26             |     |     |    |   |   |   |     |     |
| Club Deportivo FAS · El Salvador            | Total               | Total               | 0   | 0   | 0  | 0 | 0 | 0 | 0   | 0   |
| Total en su carrera                         | Total en su carrera | Total en su carrera | 304 | 115 | 11 | 8 | 2 | 0 | 317 | 123 |
| (2) No incluye goles en partidos amistosos. |                     |                     |     |     |    |   |   |   |     |     |

Segunda División de El Salvador/Reservas
| Club                | País        | Año         |
| ------------------- | ----------- | ----------- |
| Nejapa Fútbol Club  | El Salvador | - 2009      |
| Alianza Fútbol Club | El Salvador | 2009 - 2011 |

### Selección nacional
| Selección                                      | Año                 | Partidos | Goles |
| ---------------------------------------------- | ------------------- | -------- | ----- |
| El Salvador                                    |                     |          |       |
| 2012                                           | 7                   | 2        |       |
| 2013                                           | 4                   | 1        |       |
| 2014                                           | 2                   | 1        |       |
| 2015                                           | 10                  | 3        |       |
| 2016                                           | 6                   | 3        |       |
| 2017                                           | 9                   | 2        |       |
| 2018                                           | 1                   | 1        |       |
| 2019                                           | 6                   | 3        |       |
| 2020                                           | 0                   | 0        |       |
| 2021                                           | 2                   | 0        |       |
| 2022                                           | 10                  | 3        |       |
| 2023                                           | 0                   | 0        |       |
| 2024                                           | 8                   | 1        |       |
| Total en su carrera                            | Total en su carrera | 65       | 20    |
| Estadísticas hasta el 18 de noviembre de 2024. |                     |          |       |

### Goles internacionales
| Núm. | Fecha                   | Lugar                                                                | Rival                  | Gol | Resultado | Competición                                             |
| ---- | ----------------------- | -------------------------------------------------------------------- | ---------------------- | --- | --------- | ------------------------------------------------------- |
| 1    | 26 de mayo de 2012      | Estadio Cotton Bowl, Dallas, Estados Unidos                          | Moldavia               | 1-0 | 2-0       | Amistoso                                                |
| 2    | 11 de agosto de 2012    | StubHub Center, Carson, Estados Unidos                               | Guatemala              | 1-0 | 1-0       | Amistoso                                                |
| 3    | 27 de enero de 2013     | Estadio Nacional, San José, Costa Rica                               | Belice                 | 1-0 | 1-0       | Copa Centroamericana 2013                               |
| 4    | 18 de noviembre de 2014 | Estadio Independencia, Estelí, Nicaragua                             | Nicaragua              | 2-0 | 2-0       | Amistoso                                                |
| 5    | 11 de junio de 2015     | Complejo Deportivo Parque Warner, Basseterre, isla de San Cristóbal  | San Cristóbal y Nieves | 2-2 | 2-2       | Eliminatorias Rusia 2018                                |
| 6    | 16 de junio de 2015     | Estadio Cuscatlán, San Salvador, El Salvador                         | San Cristóbal y Nieves | 2-0 | 4-1       | Eliminatorias Rusia 2018                                |
| 7    | 16 de junio de 2015     | Estadio Cuscatlán, San Salvador, El Salvador                         | San Cristóbal y Nieves | 4-1 | 4-1       | Eliminatorias Rusia 2018                                |
| 8    | 25 de marzo de 2016     | Estadio Cuscatlán, San Salvador, El Salvador                         | Honduras               | 2-2 | 2-2       | Eliminatorias Rusia 2018                                |
| 9    | 28 de mayo de 2016      | Robert F. Kennedy Memorial Stadium, Washington D. C., Estados Unidos | Perú                   | 1-2 | 1-3       | Amistoso                                                |
| 10   | 6 de septiembre de 2016 | Estadio BC Place, Vancouver, Canadá                                  | Canadá                 | 1-2 | 1-3       | Eliminatorias Rusia 2018                                |
| 11   | 9 de julio de 2017      | Estadio Qualcomm, San Diego, Estados Unidos                          | México                 | 1-1 | 1-3       | Copa Oro 2017                                           |
| 12   | 16 de julio de 2017     | Alamodome, San Antonio, Estados Unidos                               | Jamaica                | 1-0 | 1-1       | Copa Oro 2017                                           |
| 13   | 13 de octubre de 2018   | Estadio Cuscatlán, San Salvador, El Salvador                         | Barbados               | 1-0 | 3-0       | Clasificación para la Liga de Naciones Concacaf 2019-20 |
| 14   | 23 de marzo de 2019     | Estadio Cuscatlán, San Salvador, El Salvador                         | Jamaica                | 1-0 | 2-0       | Clasificación para la Liga de Naciones Concacaf 2019-20 |
| 15   | 17 de junio de 2019     | Independence Park, Kingston, Jamaica                                 | Curazao                | 1-0 | 1-0       | Copa Oro 2019                                           |
| 16   | 7 de septiembre de 2019 | Estadio Cuscatlán, San Salvador, El Salvador                         | Santa Lucía            | 3-0 | 3-0       | Liga de Naciones de la Concacaf 2019-20                 |

### Dobletes y tripletes
Nelson Bonilla ha anotado en su carrera un total de ocho dobletes y un hat-tricks o tripletes (dato desactualizado) en partidos oficiales. Los cuatro dobletes han sido con el Zira FK, uno con FC Viitorul, dos con Alianza FC y uno con la Selección de El Salvador. Además, en una ocasión ha sido capaz de anotar tres goles con el Zira FK. En total, sus dobletes y tripletes le han otorgado cuarenta y tres goles.
| Dobletes y tripletes | Dobletes y tripletes | Dobletes y tripletes                                 | Dobletes y tripletes     | Dobletes y tripletes        | Dobletes y tripletes | Dobletes y tripletes | Dobletes y tripletes               |
|                      | Fecha                | Lugar                                                | Equipo                   | Rival                       | Goles                | Resultado            | Competición                        |
| -------------------- | -------------------- | ---------------------------------------------------- | ------------------------ | --------------------------- | -------------------- | -------------------- | ---------------------------------- |
| 2                    | 10/09/2011           | Estadio Juan Francisco Barraza, San Miguel           | Alianza Futbol Club      | Club Deportivo Águila       | Gol · Gol            | 2 - 1                | Torneo Apertura 2011               |
| 2                    | 22/07/2012           | Estadio Cuscatlán, San Salvador                      | Alianza Fútbol Club      | Santa Tecla Fútbol Club     | Gol · Gol            | 7 - 1                | Torneo Clausura 2012               |
| 2                    | 18/01/2014           | Estadio Stadionul Farul, Constanța, Rumania          | FC Viitorul Constanța    | Suporter Club Oțelul Galați | Gol · Gol            | 3 - 0                | Liga I 2014/15                     |
| 2                    | 18/01/2014           | Estadio Cuscatlan, San Salvador, El Salvador         | Selección de El Salvador | San Cristóbal y Nieves      | Gol · Gol            | 4 - 1                | Eliminatorias Rusia 2018           |
| 2                    | 28/10/2015           | Zira Olympic Sport Complex Stadium, Bakú, Azerbaiyán | Zira FK                  | Käpäz Ganja                 | Gol · Gol            | 2 - 2                | Liga Premier de Azerbaiyán 2015-16 |
| 2                    | 02/12/2015           | Estadio AZAL, Bakú, Azerbaiyán                       | Zira FK                  | AZAL PFC                    | Gol · Gol            | 1 - 2                | Liga Premier de Azerbaiyán 2015-16 |
| 2                    | 15/02/2016           | Bayil Stadium, Bakú, Azerbaiyán                      | Zira FK                  | Ravan Baku FK               | Gol · Gol            | 1 - 2                | Liga Premier de Azerbaiyán 2015-16 |
| 2                    | 13/03/2016           | Estadio Municipal de Qabala, Qabala, Azerbaiyán      | Zira FK                  | Gabala FC                   | Gol · Gol            | 1 - 2                | Liga Premier de Azerbaiyán 2015-16 |
| 3                    | 10/04/2016           | Bayil Stadium, Bakú, Azerbaiyán                      | Zira FK                  | Ravan Baku FK               | Gol · Gol · Gol      | 0 - 4                | Liga Premier de Azerbaiyán 2015-16 |
| 2                    | 10/02/2018           | Thupatemee Stadium, Bangkok, Tailandia               | Air Force Central        | Sukhothai F.C.              | Gol · Gol            | 1 - 2                | Liga de Tailandia 2018             |
| 2                    | 24/02/2018           | Chon Buri Stadium, Chonburi, Tailandia               | Chonburi F.C.            | Sukhothai F.C.              | Gol · Gol            | 1 - 2                | Liga de Tailandia 2018             |
| 2                    | 28/03/2018           | Sattahip Stadium, Sattahip, Tailandia                | Navy F.C.                | Sukhothai F.C.              | Gol · Gol            | 3 - 2                | Liga de Tailandia 2018             |

## Selección salvadoreña
Bonilla hizo su debut para Selección de fútbol de El Salvador, el 24 de mayo de 2012 contra Nueva Zelanda en el empate 2-2. El 27 de mayo de 2012 anotó su primer gol con el seleccionado salvadoreño contra la Selección de fútbol de Moldavia en la victoria de su selección por 2-0.

## Palmarés

### Campeonatos nacionales
| N.º | Título               | Club                | País        | Año  |
| --- | -------------------- | ------------------- | ----------- | ---- |
| 1   | Torneo Clausura 2011 | Alianza Fútbol Club | El Salvador | 2011 |